# 安森 (緬因州)
安森（英語：Anson）是一個位於美國緬因州薩默塞特縣的鎮。

## 人口
根據2020年美國人口普查的數據，安森的面積為125.07平方千米，當中陸地面積為123.00平方千米，而水域面積為2.07平方千米。當地共有人口2291人，而人口密度為每平方千米18人。